# The Woman God Forgot
The Woman God Forgot és una pel·lícula muda dirigida per Cecil B. DeMille a partir d'un guió de Jeanie MacPherson i protagonitzada per Geraldine Farrar i Wallace Reid. La pel·lícula es va estrenar el 22 d'octubre del 1917.

## Argument
Els espanyols envaeixen Mèxic i els asteques, governats per Moctezuma planten cara. El capità espanyol Alvarado és capturat i Tecza, la filla de l'emperador s'enamora d'ell. Per tal de salvar el seu amant, que ha de ser sacrificat a l'altar del déu de la guerra, Tecza permet els espanyols entrar a la ciutat, els quals alliberen Alvarado i destrueixen el palau imperial. Els asteques acaben derrotats i Tecza és maleïda pel seu pare que, moribund, profetitza que ella vagarà per la terra abandonada pels déus i pel seu poble. Alvarado li ofereix el seu amor i el consol de la seva religió, i Tecza abraça tant el seu amor com la religió cristiana.

## Repartiment
- Wallace Reid (Alvarado)
- Geraldine Farrar (Tecza, germana de Moctezuma)
- Raymond Hatton (Moctezuma)
- Hobart Bosworth (Hernán Cortés)
- Theodore Kosloff (Cuauhtémoc)
- Julia Faye (serventa de Tecza)
- Walter Long (gran sacerdot)
- Olga Grey (Marina)
- Charley Rogers (Cacamo)
- Ramon Novarro (home azteca, no surt als crèdits)

## Producció
Per a la pel·lícula DeMille va contractar un grup d'experts preparant el vestuari i decorats. Per a les escenes de la batalla entre espanyols i asteques es van contractar 500 extres i es va construir prop de Santa Monica un poblat sencer amb edificis de 200 peus d'alçada que segons assegurava Artcraft Pictures Corp era la més alta mai construïda per cap productora de la costa oest. També es va construir una piràmide que va requerir una companyia de 500 fusters i paletes. Cecil B. DeMille, anticipant possibles accidents durant la gravació d'aquestes escenes havia fet construir un hospital de campanya i fet portar una ambulància de la Creu Roja. DeMille també va llogar un tren per portar tot l'elenc de 200 persones entre actors i extres al Parc Nacional de Yosemite, on s'havien de rodar també algunes escenes. Per a la pel·lícula també es va utilitzar un nou escenari al Lasky Studio de Hollywood, on s'havia construït un decorat amb una gran piscina. Tot l'escenari es va cobrir amb xarxes de filferro que el van transformar en un gran aviari que donava cabuda a diversos centenars d'ocells semi-tropicals.